# Ulf Blossing
Ulf Blossing, född 24 maj 1960 i Kristinehamn,  är professor i pedagogik vid Göteborgs universitet, institutionen för pedagogik och specialpedagogik.  

## Biografi
Ulf Blossing tog en mellanstadielärarexamen vid Högskolan i Karlstad år 1982. 1995 tog han en filosofie kandidatexamen i psykologi med pedagogik som biämne vid Högskolan i Karlstad och år 2000 filosofie doktorsexamen i pedagogik vid Karlstads universitet.
Blossing verkade som mellanstadielärare mellan åren 1982 och 1995: I Degerfors kommun på Bruksskolan och i Kristinehamns kommun. Därefter tjänstgjorde han vid Högskolan i Karlstad. Efter avhandlingen fortsatte Blossing sin verksamhet vid Karlstads universitet fram till år 2010 då han tillträdde en lektorstjänst vid Göteborgs universitet. 

### Forskning[3]
Blossing studerar utbildningsförändring (eng. educational change) med fokus på innovation och reformimplementering samt styrning och ledning av skolorganisationer. Frågor av särskilt intresse är skolförbättring (eng. school improvement) och den lokala samt organisationens medvetet planerade förändringsarbete och frågor om ledarskap, organisation, skolkulturer i förhållande till elevers utveckling samt lärande och måluppnående i relation till läroplanen.